# Kermaria-Sulard
Kermaria-Sulard (bret. Kervaria-Sular) – miejscowość i gmina we Francji, w regionie Bretania, w departamencie Côtes-d’Armor.
Według danych na rok 1990 gminę zamieszkiwało 648 osób, a gęstość zaludnienia wynosiła 72 osoby/km² (wśród 1269 gmin Bretanii Kermaria-Sulard plasuje się na 749. miejscu pod względem liczby ludności, natomiast pod względem powierzchni na miejscu 875.).